# Bent Peder Rasch
Bent Peder Rasch (Copenhaga, 31 de maio de 1934 - Vancouver, 26 de novembro de 1988) foi um velocista dinamarquês na modalidade de canoagem.
Foi vencedor da medalha de Ouro em C-2 1000 m em Helsínquia 1952 junto com o seu companheiro de equipe Finn Haunstoft.